# Gisberth Jasper
Gisberth Jasper (* 28. August 1865 in Lippstadt; † 9. März 1953) war ein deutscher Vizeadmiral der Kaiserlichen Marine.

## Leben
Gisberth Jasper trat am 16. April 1883 in die Kaiserliche Marine ein.
Als Korvettenkapitän war er von April 1902 bis Ende September 1902 Kommandant der für Vermessungsaufgaben gecharterten National. Später wurde er Kommandant des Spezialschiffs Möwe und Kommandeur der IV. Matrosenartillerie-Abteilung in Cuxhaven. Von November 1906 bis Mai 1908 war er Kommandant der Mars. Zeitgleich erhielt er ab April 1907 das Kommando über die Schiffsartillerieschule in Sonderburg und blieb dies bis Oktober 1909. Am 27. Januar 1909 wurde er Kapitän zur See. Anfang Oktober 1909 übernahm er das Kommando über die Mecklenburg und blieb in der Kommandierung bis Mitte September 1910. Anschließend war er bis Ende September 1912 Kommandant der Nassau. Von Dezember 1912, ab 12. April 1913 Konteradmiral, bis August 1914 war er Präses der Schiffsprüfungskommission. Als am 12. August 1914 die V. Aufklärungsgruppe, ab September 1914 Schulkreuzerdivision, bei der Hochseeflotte gebildet wurde, wurde er als 2. Admiral des II. Befehlshabers der Aufklärungsschiffe Führer der Gruppe. Ende Oktober 1914 wurde die Auflösung der Schulkreuzerdivision befohlen, welche im Monat darauf umgesetzt wurde. Von November 1914 bis August 1915 war er Kommandeur der 2. Marine-Brigade bei der neu eingerichteten 1. Marine-Division. Als Nachfolger von Friedrich Schultz übernahm er am 20. August 1915 die 2. Marine-Division und wurde in dieser Position am 25. November 1916 zum Vizeadmiral befördert. Bis 11. November 1918 führte er die Division. Am 18. Oktober 1919 wurde er aus der Marine verabschiedet.